# George Cukor

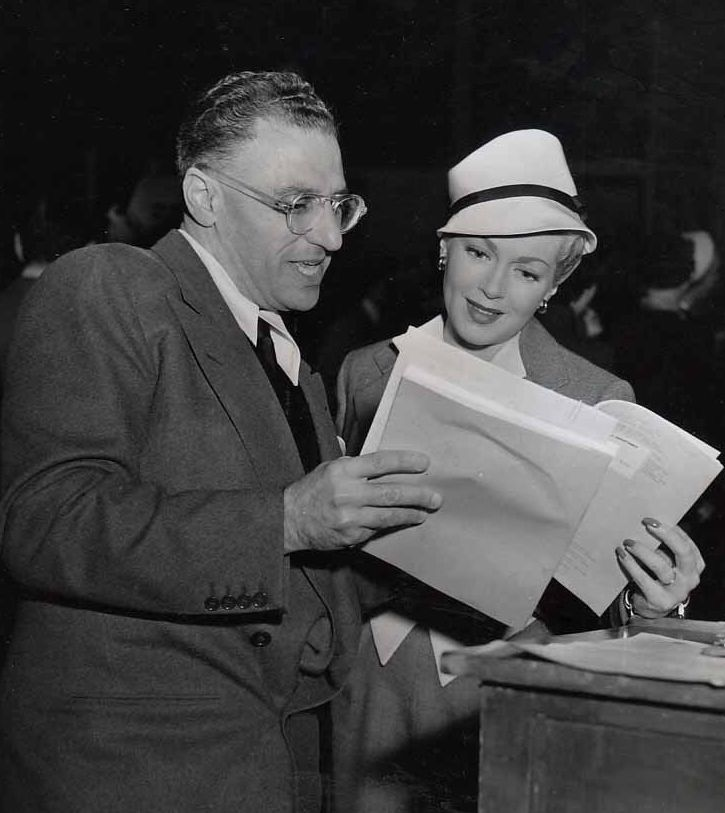
George Cukor och Lana Turner, 1950.

George Dewey Cukor (IPA: /ˈkjuːkər/), född 7 juli 1899 i New York i New York, död 24 januari 1983 i Los Angeles i Kalifornien, var en amerikansk filmregissör och producent.
Cukor har blivit särskilt berömd för sina inträngande skildringar av kvinnoproblem. Bland 1950-talskomedierna från Hollywood hör de, som han åstadkom i samarbete med författaren Garson Kanin, till de mest respekterade.
År 1965 fick han flera priser för filmen My Fair Lady, bland annat en Oscar och en Golden Globe.
Han är begravd på Forest Lawn Memorial Park Cemetery i Glendale, Kalifornien. Cukor var ogift.

## Filmografi i urval
- 1930 – Kungliga familjen
- 1932 – What Price Hollywood?
- 1933 – Middag kl. 8
- 1933 – Unga kvinnor
- 1935 – David Copperfield
- 1935 – En förtjusande pojke
- 1936 – Romeo och Julia
- 1936 – Kameliadamen
- 1938 – En friare i societén
- 1939 – Kvinnorna
- 1940 – Susan älskar alla
- 1940 – En skön historia
- 1941 – En kvinnas ansikte
- 1941 – Tvillingarna
- 1943 – Den heliga lågan
- 1944 – Gasljus
- 1947 – Dubbelliv
- 1949 – Adams revben
- 1950 – Mitt liv är mitt eget
- 1950 – Född igår
- 1954 – Sånt händer med flickor
- 1954 – En stjärna föds
- 1956 – Bhowani – station i Indien
- 1957 – Les Girls
- 1960 – Låt oss älska
- 1962 – Something's Got to Give (ej fullbordad)
- 1964 – My Fair Lady
- 1972 – Min lättfotade "moster"